# Regierungsbezirk Halle
| Basisdaten             | Basisdaten              |
| ---------------------- | ----------------------- |
| Bundesland:            | Sachsen-Anhalt          |
| ehem. Verwaltungssitz: | Halle (Saale)           |
| Fläche:                | 4429,71 km²             |
| Einwohner:             | 845.966 (30. Juni 2002) |
| Bevölkerungsdichte:    | 191 Einwohner/km²       |
| Karte                  |                         |
| Karte                  |                         |

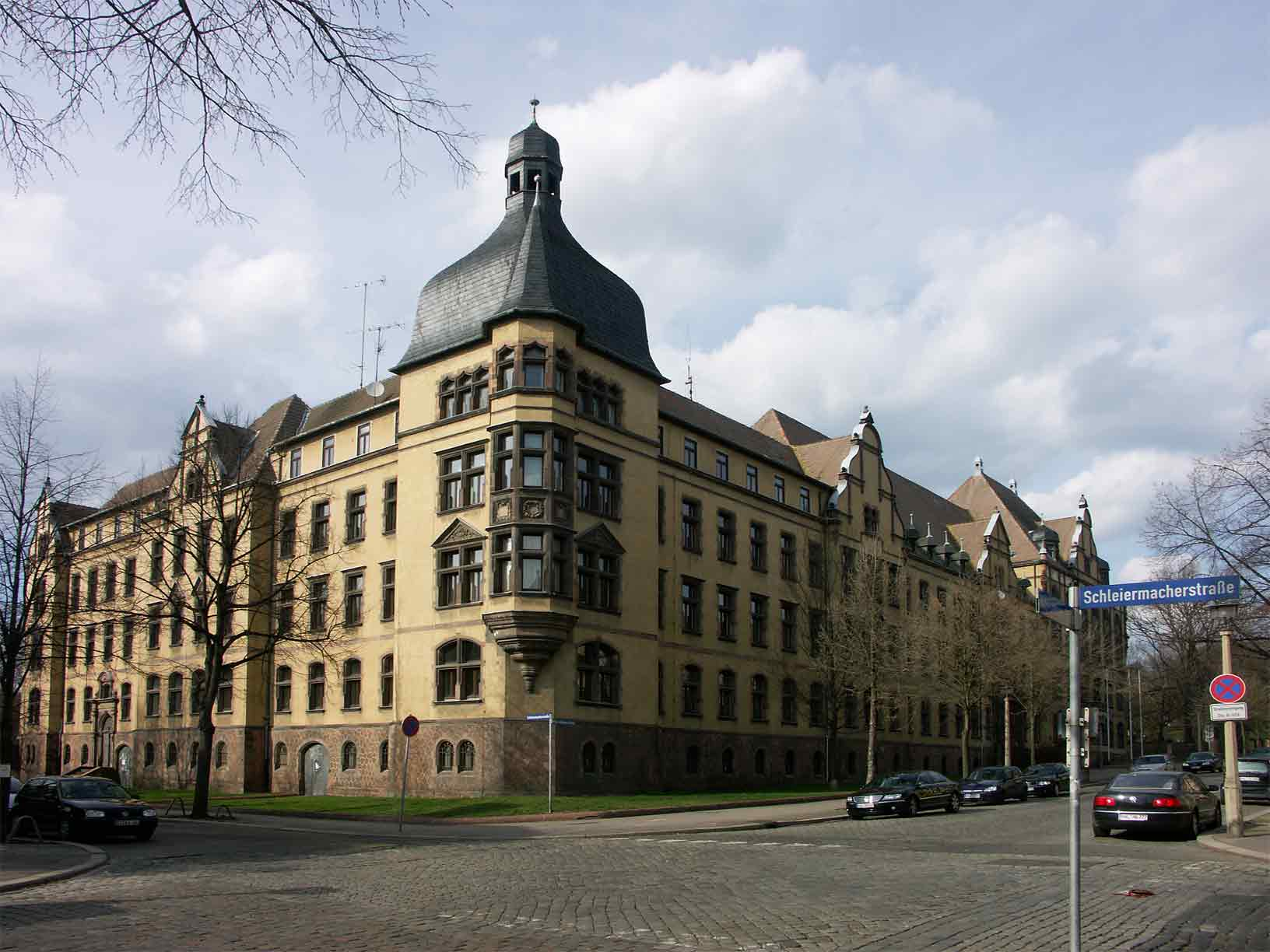
Gebäude des Regierungspräsidium Halle, seit 2004 Landesverwaltungsamt Sachsen-Anhalt, heute Wohnnutzung

Der Regierungsbezirk Halle war neben Magdeburg und Dessau einer der drei Regierungsbezirke Sachsen-Anhalts. Er lag im Süden des Bundeslandes.
Der Regierungsbezirk als Nachfolger des Regierungsbezirkes Merseburg, der bis 1947 bestand, ehe sein Gebiet bei der Verwaltungsreform von 1952 dann an den DDR-Bezirk Halle überging. Im Zuge der Wiedererrichtung der Länder in der in Auflösung begriffenen DDR 1990 wurde der Regierungsbezirk Halle für den südlichen Teil des Bezirkes eingerichtet. Zum 1. Januar 2004 wurde er aufgelöst. Die Aufgaben des bisherigen Regierungspräsidiums übernahm das für das ganze Bundesland eingerichtete Landesverwaltungsamt mit Sitz in Halle (Saale).

## Verwaltungsgliederung

### 1990–1994
Landkreise:
- Aschersleben
- Eisleben
- Hettstedt
- Hohenmölsen
- Merseburg
- Naumburg
- Nebra
- Querfurt
- Saalkreis
- Sangerhausen
- Weißenfels
- Zeitz

Kreisfreie Stadt:
- Halle/Saale

### 1994–2003
Landkreise:
1. Burgenlandkreis
2. Mansfelder Land
3. Merseburg-Querfurt
4. Saalkreis
5. Sangerhausen
6. Weißenfels

Kreisfreie Stadt:
- Halle (Saale)

## Regierungspräsidenten
- 1991–1995: Wolfgang Kleine (CDU)[2]
- 1995–1998: Ingrid Häußler (SPD)
- 1998–2000: Wolfgang Böhm (FDP)
- 2000–2002: Jens-Holger Göttner (SPD)
- 2003: Thomas Leimbach (CDU), gleichzeitig RP in Dessau und Magdeburg als Leiter Aufbaustab LVA

## Gebäude
Das Regierungspräsidium Halle (1991–2004) hatte seinen Sitz in dem Verwaltungsgebäude in der Willy-Lohmann-Straße 7, im Paulusviertel von Halle (Saale).
Das Gebäude diente ursprünglich der Landwirtschaftskammer der preußischen Provinz Sachsen, wurde von 1900 bis 1902 als fünfgeschossiger Putzbau mit markantem Eckturm, einer großen Schweifhaube, errichtet. Nunmehr befinden sich im Gebäude Wohnungen.